# PlayStation
Die PlayStation (jap. プレイステーション, Pureisutēshon, kurz PS, Codename PSX, auch PS1 genannt) ist eine stationäre Spielkonsole des japanischen Unternehmens Sony, die am 3. Dezember 1994 erstmals in Japan verkauft und deren Herstellung 2006 eingestellt wurde. Die PlayStation ist die erste Spielkonsole der PlayStation-Marke. Mit Ken Kutaragi als Vorsitzendem der eigens dafür gegründeten Tochtergesellschaft Sony Computer Entertainment avancierte die PlayStation zu einer der bisher erfolgreichsten Spielkonsolen (102,5 Millionen verkaufte Exemplare weltweit) und stürzte im Bereich Heimkonsolen den einstigen Marktführer Nintendo vom Thron.

## Geschichte

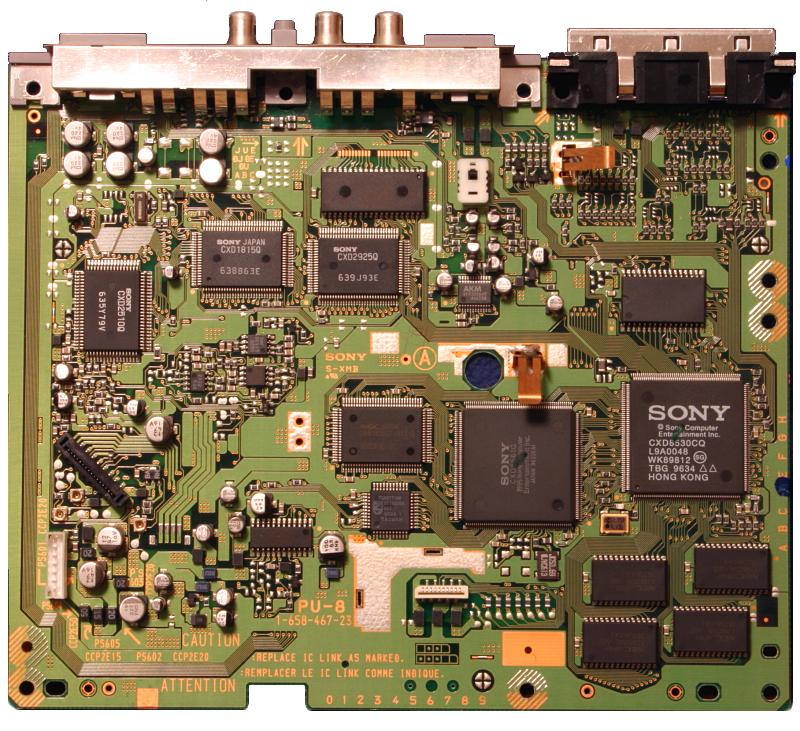
Mainboard der PlayStation

Ursprünglich sollte Sony ein CD-Laufwerk (Add-on) für Nintendos 16-Bit-Konsole Super Nintendo Entertainment System (SNES) entwickeln, dessen Codename bereits „Nintendo PlayStation“ war. Im Gegenzug wäre es Sony erlaubt, eine eigene Konsole mit CD-ROM-Laufwerk zu entwickeln, die die damals wertvolle SNES-Technologie nutzen könnte. Als Nintendo bekannt gab, mit dem niederländischen Unternehmen Philips einen Vertrag für das Projekt „SNES-CD“ abzuschließen (der allerdings wenig später wieder gekündigt wurde), machte Sony aus dem Joint-Projekt eine komplett eigenständige Spielkonsole, deren interner Projekttitel „PlayStation Experimental“ gelautet haben soll. Andere Quellen besagen hingegen, das X stünde für „Extreme“, wieder andere beziehen es auf „Expansion“, da Nintendo dieses Kürzel auch für sein SNES-Satelliten-Add-on SatellaView-X (BSX) benutzte. Darum trug sie bis zum Erscheinen der PSone bzw. der PlayStation 2 das inoffizielle Kürzel „PSX“.
Mit Erscheinen des Nachfolgers PlayStation 2 im Jahre 2000 wurde das Gerät in PSone umbenannt, was auch eine optische Veränderung des Geräts mit sich brachte, doch hält sich das Kürzel PSX weiterhin über die Lebenszeit der Konsole hinaus. Unter der offiziellen Bezeichnung „PSX“ veröffentlichte Sony in Japan einen Multimedia-Hybriden aus PS2 und Festplattenrecorder.
Die PlayStation erschien im Dezember 1994 in Japan für 35.820 Yen (damals ca. 573 DM – der Preis für einen Import lag bei bis zu 2800 DM), im September 1995 wurde sie in Europa eingeführt (Preis: 599 DM). Als ein Faktor für den Erfolg der PlayStation gilt Sonys aggressive Preispolitik. Auf der E3 1995 überraschte Sony mit einem Launch-Preis der Konsole in Nordamerika von 299 US-Dollar, während Sega seinen Sega Saturn für 399 US-Dollar vorstellte. Ein Jahr später kündigte Sony auf der E3 an, den Preis auf 199 $ zu senken. Nintendo hatte seinen vorgestellten Nintendo 64 bei einem Startpreis von 249 $ vorgestellt, passte ihn aber letztlich an den neuen Preis der PlayStation an. Zum Europa-Start des N64 im März 1997 reduzierte Sony den Preis seiner Konsole auf weltweit nun 149 $. Damit setzte Sony den Konkurrenten Nintendo unter Druck, der seinen Preis daraufhin erneut senkte: in Deutschland von 399 DM auf 299 DM.
Zum Erfolg der PlayStation hat sicherlich auch beigetragen, dass die Spiele auf CD-ROM und nicht auf Modulen ausgeliefert wurden, so wie es bei den meisten älteren weit verbreiteten Konsolen der Fall war. Nicht nur waren die Herstellungskosten deutlich geringer, der wesentlich größere Speicherplatz ermöglichte auch den Einbau umfangreicher FMV-Zwischensequenzen und echter instrumentaler Musik mit Gesang, sowie Sprachausgabe in das Spielgeschehen. Die Kopierbarkeit der CD-ROMs auf den ab Ende der 1990er weit verbreiteten CD-Brennern, was bei den bisherigen Spielemodulen nur mit speziellen Peripheriegeräten möglich war, steigerte die Beliebtheit seitens der Konsumenten, wobei Kopien nur mit Modchip, spezieller Software wie CloneCD, die „defekte Sektoren“ beim Brennen auf einen Rohling beibehielt (einziger Kopierschutz der PlayStation-Spiele damals), oder spezieller Boot-CD spielbar sind. Alternativ für die Boot-CD kann man auch den Swap-Trick verwenden (CD mit dem Bootsektor wird dafür benötigt).
Zwar konnte die PlayStation ab Werk nur Spiele aus der eigenen Region abspielen, durch den Einbau eines sogenannten Modchip wurde es aber möglich, Import-Spiele aus aller Welt zu spielen. Dieser günstige Umbau war nicht zuletzt durch die damalige Veröffentlichungspolitik der meisten Spielehersteller populär; so wurden PAL-Versionen zumeist Monate oder teilweise Jahre nach den japanischen und nordamerikanischen Varianten veröffentlicht; allzu oft waren die PAL-Versionen qualitativ auch schlechter, da in der Regel auf eine Anpassung der Bildauflösung und der Bildwiederholungsrate an die in Europa und Australien verbreitete Fernsehnorm verzichtet wurde. Daraus resultierten breite schwarze Ränder am oberen und unteren Bildschirmrand sowie ein verlangsamter Spielablauf. Viele Spiele, insbesondere textintensive Rollenspiele, die für einen kommerziellen Erfolg erst aufwändig in die verschiedenen europäischen Sprachen hätten übersetzt werden müssen, wurden in Europa überhaupt nicht veröffentlicht. Diese deutlichen Nachteile bewegten viele Spieler zum Einbau eines Modchips, um auf die weltweite Spielebibliothek in bester Qualität zugreifen zu können. Ein Nebeneffekt der meisten dieser Chips war es, dass die PlayStation dann auch kopierte Spiele von selbstgebrannten CDs abspielen konnte.
Des Weiteren konnte die PlayStation Audio-CDs abspielen; da die Konsole aber keine eigenen Lautsprecher oder dafür ausgelegte Bedienelemente besitzt, musste dafür in der Regel als Wiedergabemedium das Fernsehgerät eingeschaltet sein; nur durch umständliche Verkabelung zweier der drei Cinch-Stecker mit der Stereoanlage sowie dem dritten mit dem Fernseher, oder aber mittels eines RGB-Kabels mit separaten Audioausgängen konnte der Ton über Lautsprecher wiedergegeben werden. Aber selbst dann musste die Steuerung mittels Joypad über auf dem Bildschirm eingeblendete Menüs erfolgen, eine Fernsteuerung gab es nicht. Als Bonus konnte die PlayStation ab einer späteren Revision eine Lichtshow mit wechselnden Farben und Formen im Rhythmus der Musik darstellen.
Im Gegensatz zum SNES, dem damals einzigen Konkurrenzprodukt Nintendos (wobei erwähnt werden muss, dass das SNES bereits 1991 erschien), und dem immer noch erhältlichen Sega Mega Drive von 1989 konnte die PlayStation (ebenso wie der Sega Saturn, 3DO und auch Atari Jaguar) bereits mit speziell im Hinblick auf 3D-Applikationen entwickelter Hardware aufwarten. Es dauerte einige Zeit, bis Nintendo 1996 mit dem Nintendo 64 konterte.

## Zubehör

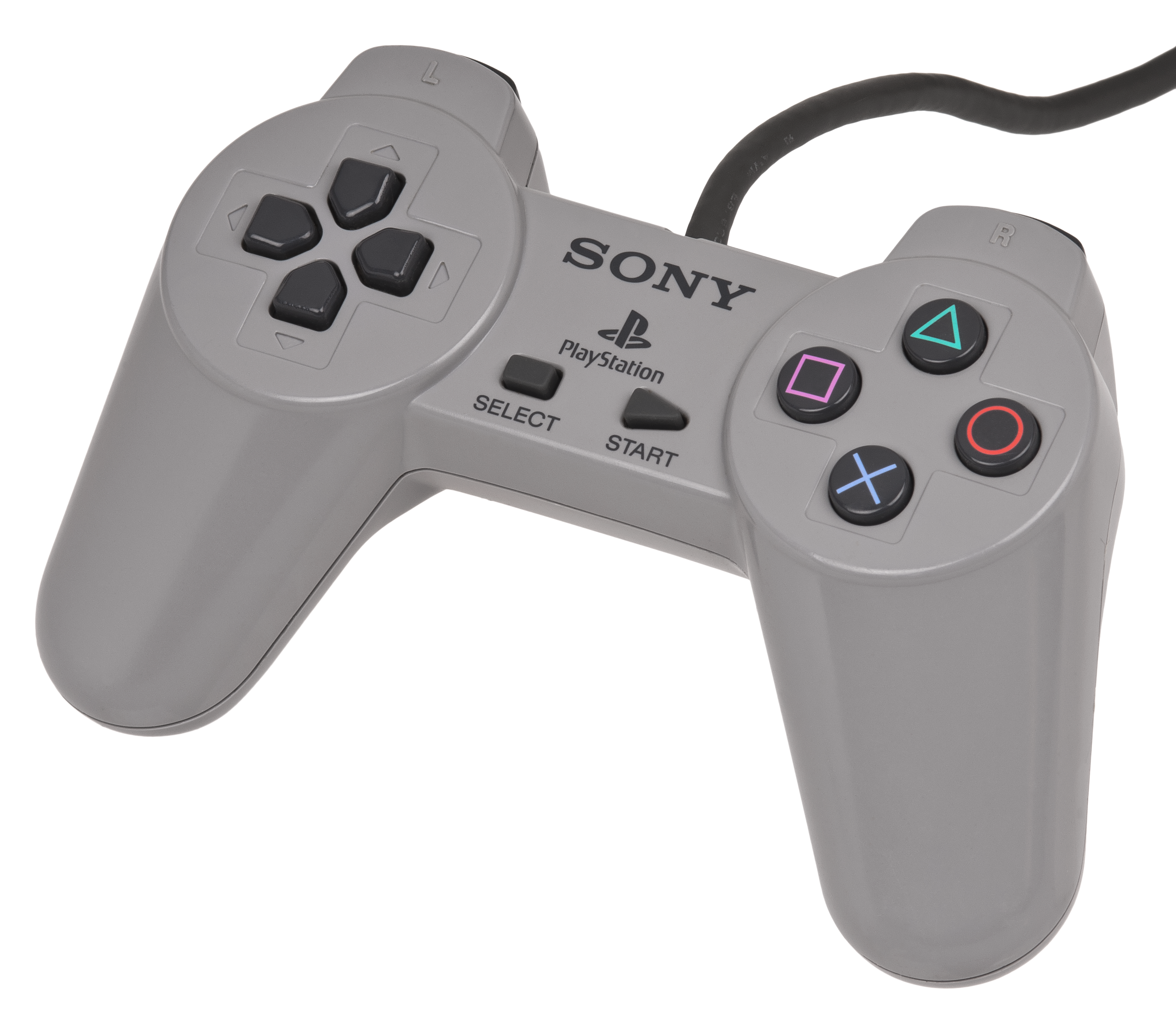
Erstes PlayStation-Joypad

Die PlayStation bietet zwei Anschlüsse für diverse Controller, mit denen die Spielfiguren eines Spiels gesteuert werden. Das ursprüngliche PlayStation-Joypad bietet vier Haupttasten (Kreuz, Kreis, Dreieck, Quadrat) für den Daumen der rechten Hand, welche in den meisten Spielen Aktionen auslösen, zwei Auswahltasten (Select und Start), die in der Mitte angebracht sind, sowie vier Schulterknöpfe (L1, L2 sowie R1 und R2), die mit den Zeigefingern bedient werden und oft sekundäre Aufgaben der Steuerung übernehmen. Richtungen werden mit dem Daumen der linken Hand auf einem 4-Wege-Steuerkreuz angegeben, dabei werden Diagonalen durch das gleichzeitige Drücken zweier Richtungen erreicht (zum Beispiel oben und rechts = diagonal nach rechts oben). Am 25. April 1997 wurde zudem ein Analogcontroller eingeführt, der Nintendos Idee der Analogsticks übernahm, jedoch gleich zwei dieser Sticks bot. Diese kleinen Steuersticks erlaubten eine stufenlose Richtungsangabe bei unterschiedlicher Einschlagstärke, was im Vergleich zu einem Steuerkreuz eine feinfühligere Steuerung erlaubt. Das Design des PlayStation-Joypads blieb dabei weitgehend unberührt, denn die beiden Analogsticks wurden lediglich bei der Entwicklung am unteren Teil des Joypads angefügt. Allerdings wurden die hinteren Schultertasten (L2, R2) ein ganzes Stück vergrößert, um den Komfort zu erhöhen, und das Joypad bekam zwei weitere Tasten spendiert. L3 und R3 liegen unter den Analogsticks und werden aktiviert, wenn man einen der Analogsticks nach unten eindrückt.

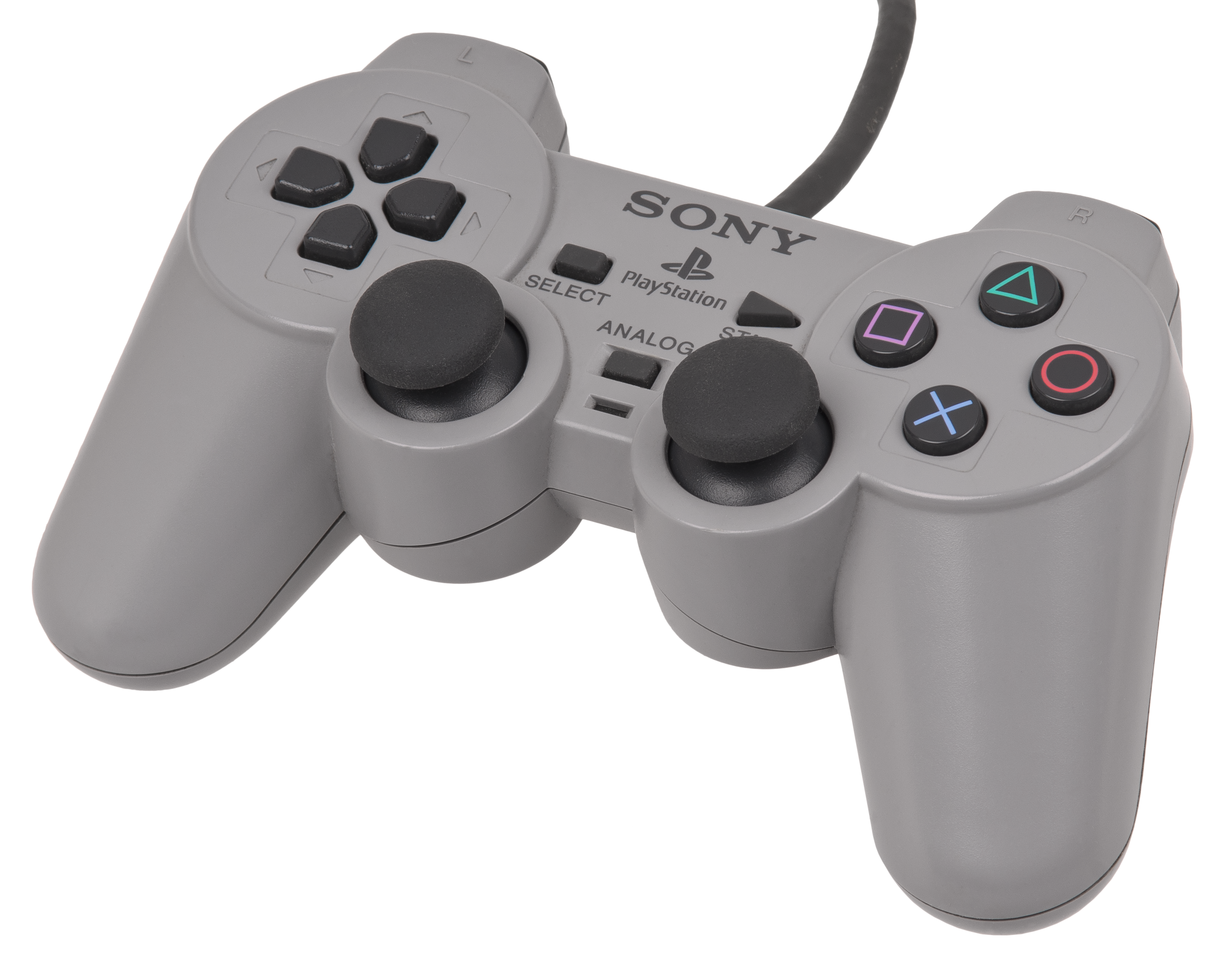
DualShock-Controller

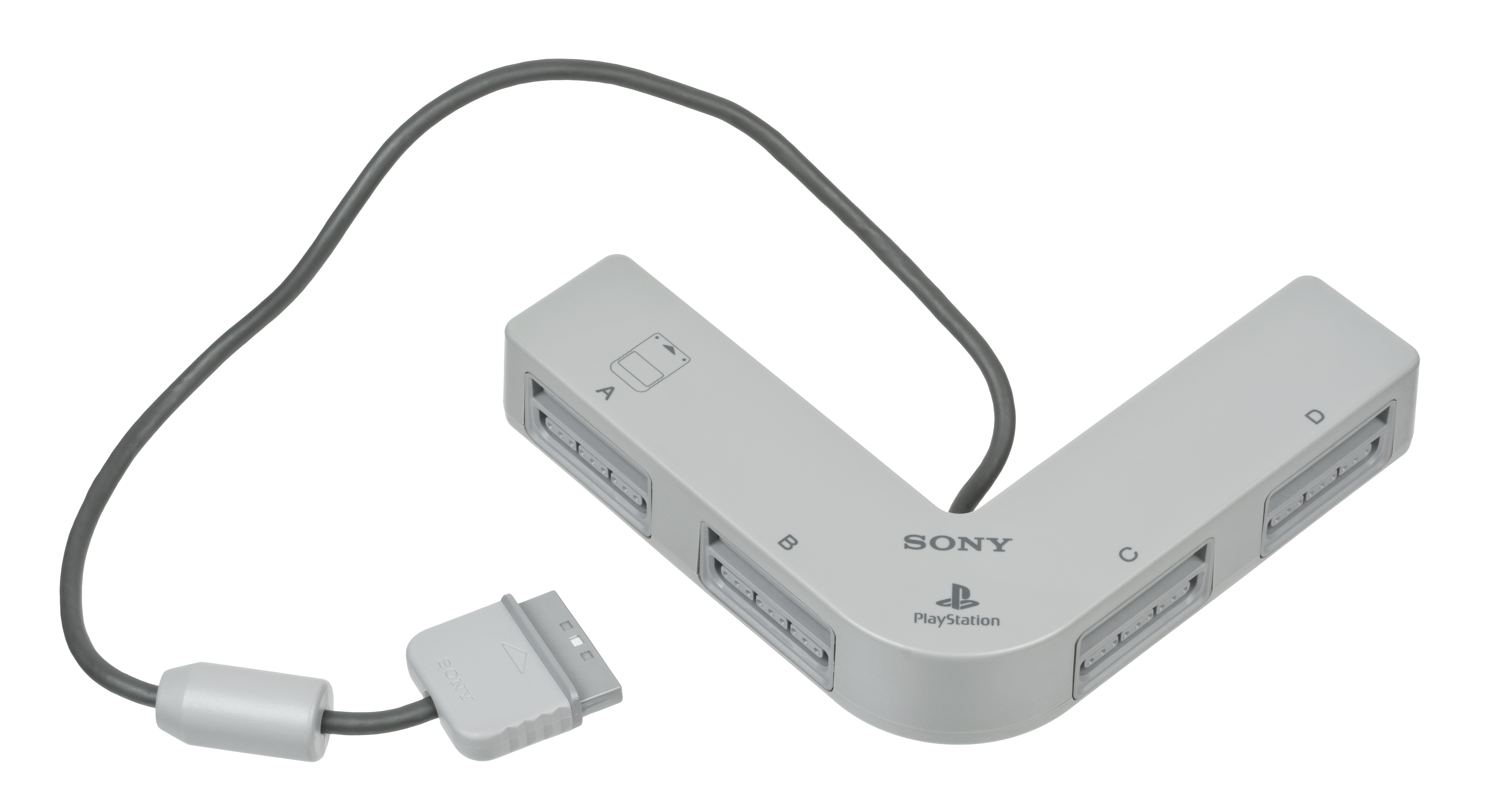
Multitap

Der DualShock-Controller, der am 20. November 1997 mit dem Spiel Gran Turismo eingeführt wurde, löste den Analogcontroller jedoch schnell ab. Er war im Aufbau gleich, bot jedoch eine optionale Rumble-Funktion. Diese Technik benutzte halbkreisförmige Metallbausteine, die im Joypad eingebaut zum Rotieren gebracht wurden. Die dadurch entstehende Unwucht brachte das Joypad bei bestimmten Spielszenen zum Vibrieren. Durch das Vibrieren des Joypads in den Händen des Spielers sollte der Eindruck actionreicher Spielszenen nochmals erhöht werden, was sowohl bei Softwareherstellern als auch bei Spielern großen Anklang fand und in nahezu jedem Spiel der ausklingenden PlayStation-1-Ära verwendet wurde. Bereits nach kurzer Zeit wurde der DualShock-Controller zum Standard-Joypad der PlayStation erklärt, so dass Neugeräte nur noch mit diesem Joypad ausgeliefert wurden. Einige spät im Lebenszyklus des Systems entstandene Spiele setzen sogar einen Analogcontroller voraus. Das Design und die Technik finden sich zudem auch in PlayStation-2- und PlayStation-3-Controllern wieder, dem DualShock 2, dem Sixaxis sowie dem DualShock 3; allerdings sind bei diesen Versionen auch die einstigen Digitaltasten stufenlos analog geschaltet, Sixaxis und DualShock 3 sind sogar kabellos und bewegungsempfindlich.

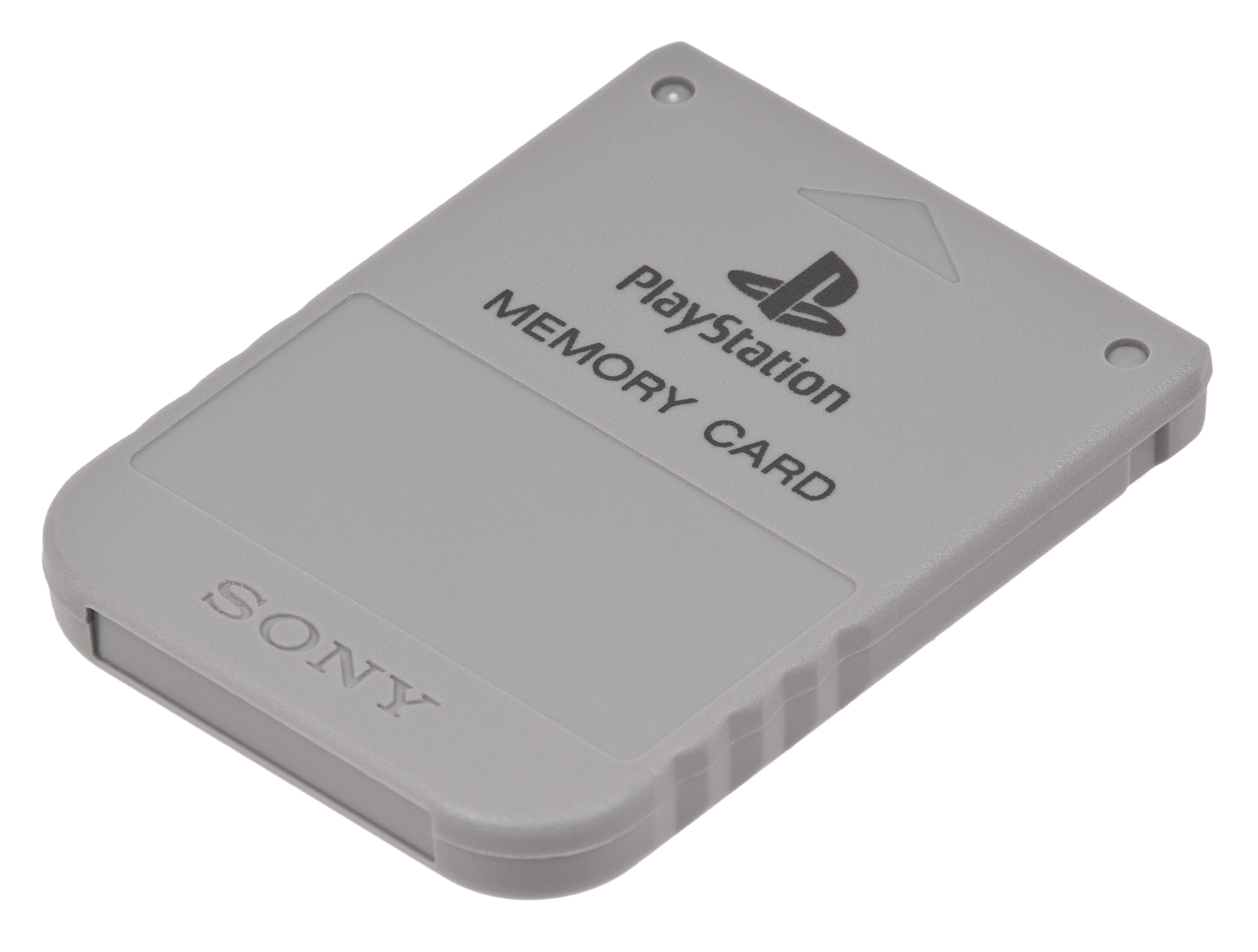
Memory Card

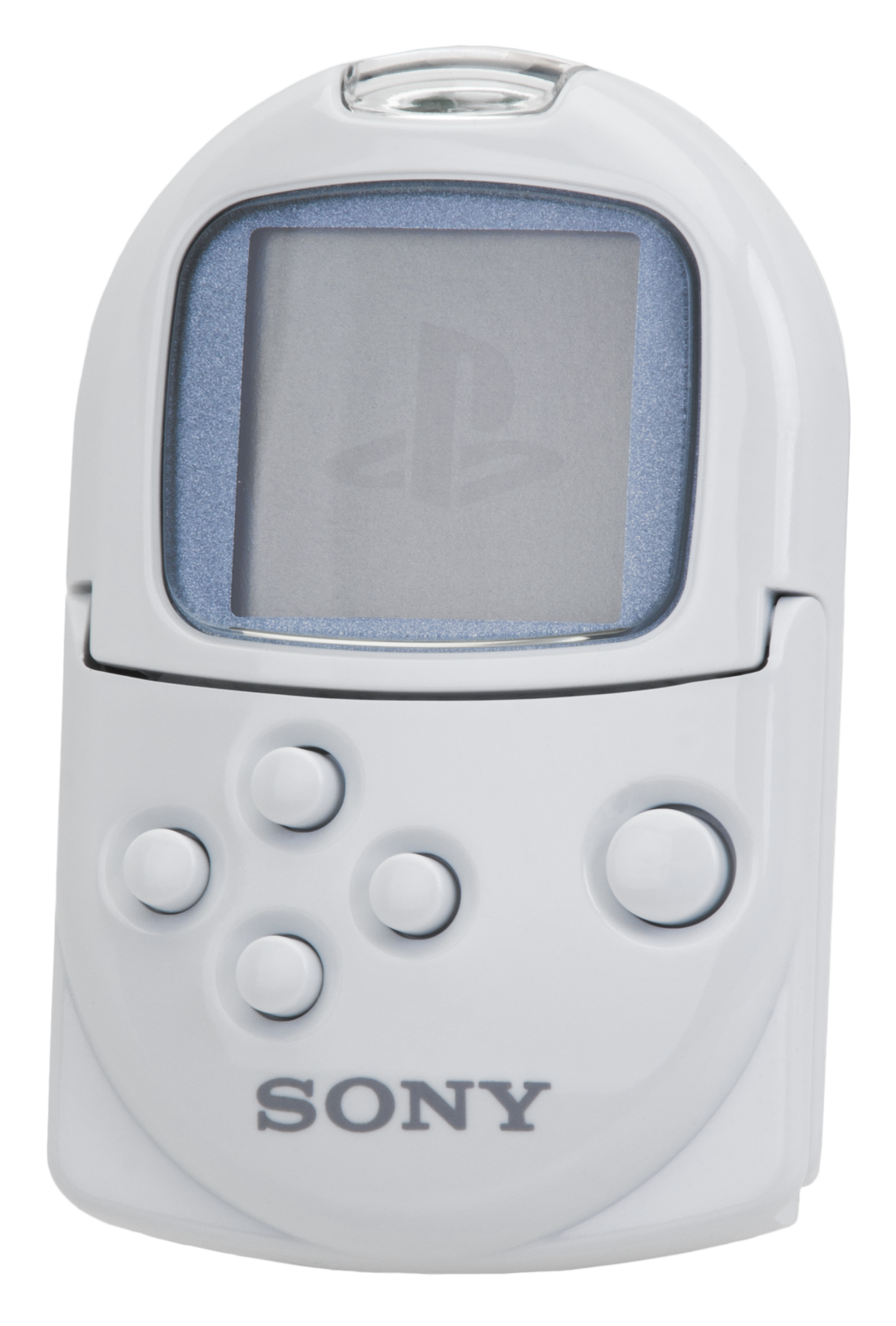
PocketStation

Weitere Peripherien für die Sony PlayStation sind:
- Das Multi Tap. Hiermit lässt sich z. B. die Anzahl der Controller auf fünf und die Anzahl der Speicherkarten auf vier erweitern. Mit zwei Multi Taps können sogar bis zu acht Spieler mit acht Speicherkarten miteinander konkurrieren. Dies wird aber nur von einigen wenigen Spielen unterstützt (z. B. Fußball Live).
- Lichtpistolen (z. B. Just! a Gun, Namco G-con 45)
- Tanzmatten
- PlayStation-Maus
- kabellose Joypads
- Arcade-Joypads
- Dual-Analog-Joystick
- sonstige sogenannte Freakware wie z. B. kleine Pseudo-E-Gitarren, die für das Spielen bestimmter Softwaretitel benötigt werden.
- verschiedene Cheatmodule für den Erweiterungsschacht hinten
- ein Modul für den Erweiterungsschacht hinten, um VCDs abspielen zu können
- Controller von Fremdherstellern in diversen Farben und Formen, Design oft ähnlich dem des Originals
- Linkkabel
- farbige Gehäuse (auch transparente) von Fremdherstellern
- Modchips, Ghostchips zum Abspielen von Importspielen bzw. Sicherheitskopien
- Cheatmodul-Ersatz für die PSone in Form einer CD
- Memory Cards von Sony in verschiedenen Farben mit 120 Kilobytes Größe (15 Blöcke mit je 8 KB)
- Memory Cards von Fremdherstellern in Größen von mehreren Megabytes
- Adapter zum Abspielen von Game-Boy-Spielen für den Erweiterungsschacht (von Fremdherstellern)
- DexDrive-Diskettenlaufwerk zum Sichern von Spielständen auf handelsübliche 3,5"-Disketten (von Fremdhersteller)
- verschiedene an die PSone anbringbare Flüssigkristallbildschirme, sowohl von Sony als auch von Fremdherstellern
- PSIO, ein Steckmodul für den Erweiterungsschacht, welches erlaubt, Homebrew-Anwendungen und Sicherheitskopien von einer SD-Karte zu starten[14]

## Hardware

### Technische Daten
Technische Daten der PlayStation. Diese gelten für die PlayStation (PS) und die etwas kleinere PlayStation One (PSone).
- CPU: 32-Bit MIPS RISC (R3000A custom), Taktfrequenz: 33,8688 MHz (30 MIPS Leistung)
- Arbeitsspeicher: 2 MB RAM
- ROM: 512 kB
- Grafik: PlayStation GPU, 1 MB Grafik RAM
  - Farbtiefe: 4 Bit bis 24 Bit (16,7 Mio. Farben)
  - Auflösung: 320 × 240 bis 640 × 480 (NTSC, interlaced) bzw. 512 × 384 (PAL) Pixel
  - Texture Mapping und Flat- bzw. Gouraud Shading
  - MDEC-Chip zum Hardware-Dekodieren von Filmen (zum Beispiel Full Motion Video)
- Sound: SPU ADPCM, 24 Kanäle, 512 kB Sound RAM, MIDI-Unterstützung
- Laufwerk: 2-fach CD-ROM-Laufwerk, 32 kB Buffer, 660 MB Speicherplatz
  - Europäische Modelle
    - Bei dem PlayStation Modell SCPH-1002 wurde das Laufwerk KSM-440ACM verwendet, davor wurde das Laufwerk KSM-440AAM verwendet, die meisten Komponenten des Laufwerks bestanden aus Kunststoff, der sich aufgrund der vom Netzteil erzeugten Wärme verzog und so Lesefehler und Einfrieren während des Spiels verursachte.
    - Bei den PlayStation Modellen SCPH-5502, SCPH-5552 und SCPH-7002 wurde das Laufwerk KSM-440ADM verwendet.
    - Bei den PlayStation Modellen SCPH-7502 und SCPH-9002 wurde das Laufwerk KSM-440AEM verwendet.
    - Bei der PSone, welche die Modellnummer SCPH-102 trägt, wurde das Laufwerk KSM-440BAM verwendet.

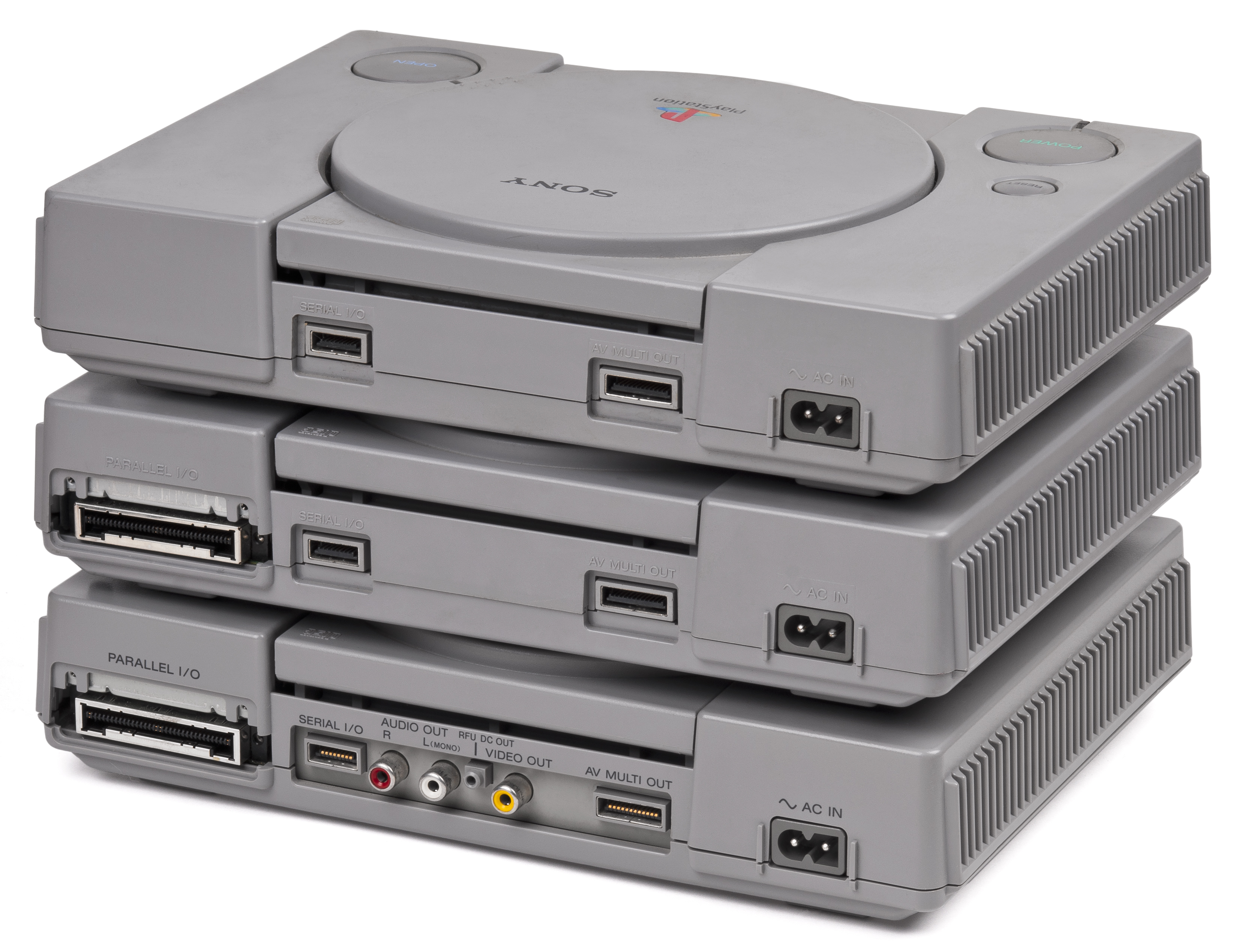
Vergleich der SCPH-1001 (unten), SCPH-5501 (Mitte) und SCPH-9001 (oben)

### Schnittstellen
- 2× Controlleranschlüsse
- 2× Memory Card Steckplätze
- AV-Multi-Out (proprietärer Anschluss, über den Stereoton, Kompositvideo, S-Video sowie RGB-Signale ausgegeben werden)
- AV-Cinchausgänge für Stereoton und Kompositvideo (nur bei der SCPH-1002)
- S-Video-Hosidenbuchse (nur bei Modellen für den japanischen Markt)
- Serielle I/O für Multiplayer (nicht bei der PSone)
- Parallel I/O für externe Module (z. B. sog. Mogelmodule z. B. „Xploder“, ist bei der letzten Version SCPH-9002 weggefallen)

### Abmessungen
(Höhe × Breite × Tiefe)
- PS:one 60 × 270 × 188 mm³
- PSone: 38 × 194 × 146 mm³ (ca. 35 % des Volumens der original PS)

## PSone
Die PlayStation erfuhr über die Jahre mehrere kleine Redesigns, wobei hauptsächlich Anschlüsse wie z. B. die Cinch-Ausgänge eingespart wurden. Das eigentliche Design des Geräts blieb jedoch unverändert. Schließlich wurde das Gerät im Jahr 2000 von Sony noch einmal grundlegend überarbeitet, was sich vor allem in der Optik und der Größe widerspiegelte. Die in den Funktionen gleichwertige, aber deutlich zusammengeschrumpfte PlayStation wurde von diesem Zeitpunkt an „PSone“ genannt. Der Verkauf der PSone startete in Japan am 7. Juli 2000. In Deutschland war die PSone ab dem 29. September 2000 zu einem Launch-Preis von 249 DM erhältlich.
Im allgemeinen Sprachgebrauch werden oft beide Konsolen gleichermaßen als „PSone“ bezeichnet, um deren Spiele eindeutig von solchen für die Nachfolge-Konsole PlayStation 2 unterscheiden zu können.
Augenscheinliche Unterschiede der PSone zur PS:
- kleiner
- leichter
- Farbe weiß (PS: grau)
- weißer DualShock-Controller
- Parallelport (z. B. für Mogelmodule) wurde entfernt
- keine separate Neustarttaste (Reset)
- externes Netzteil

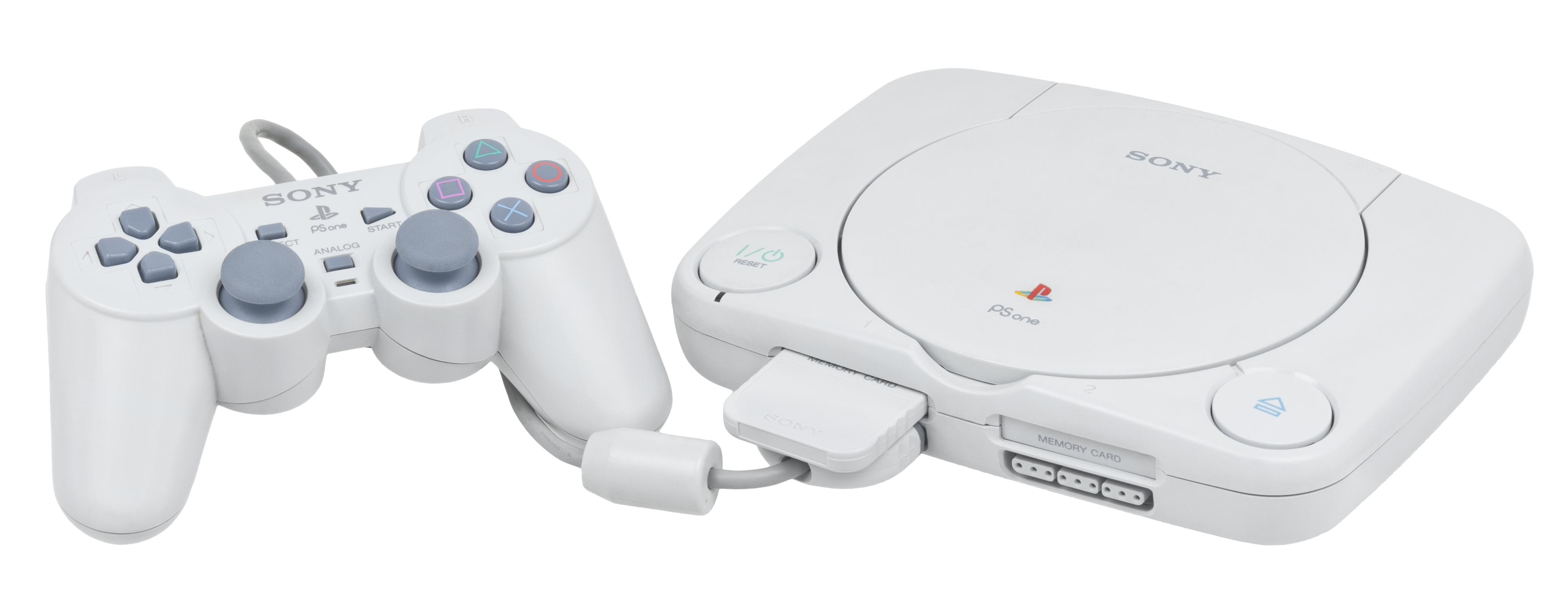
PSone
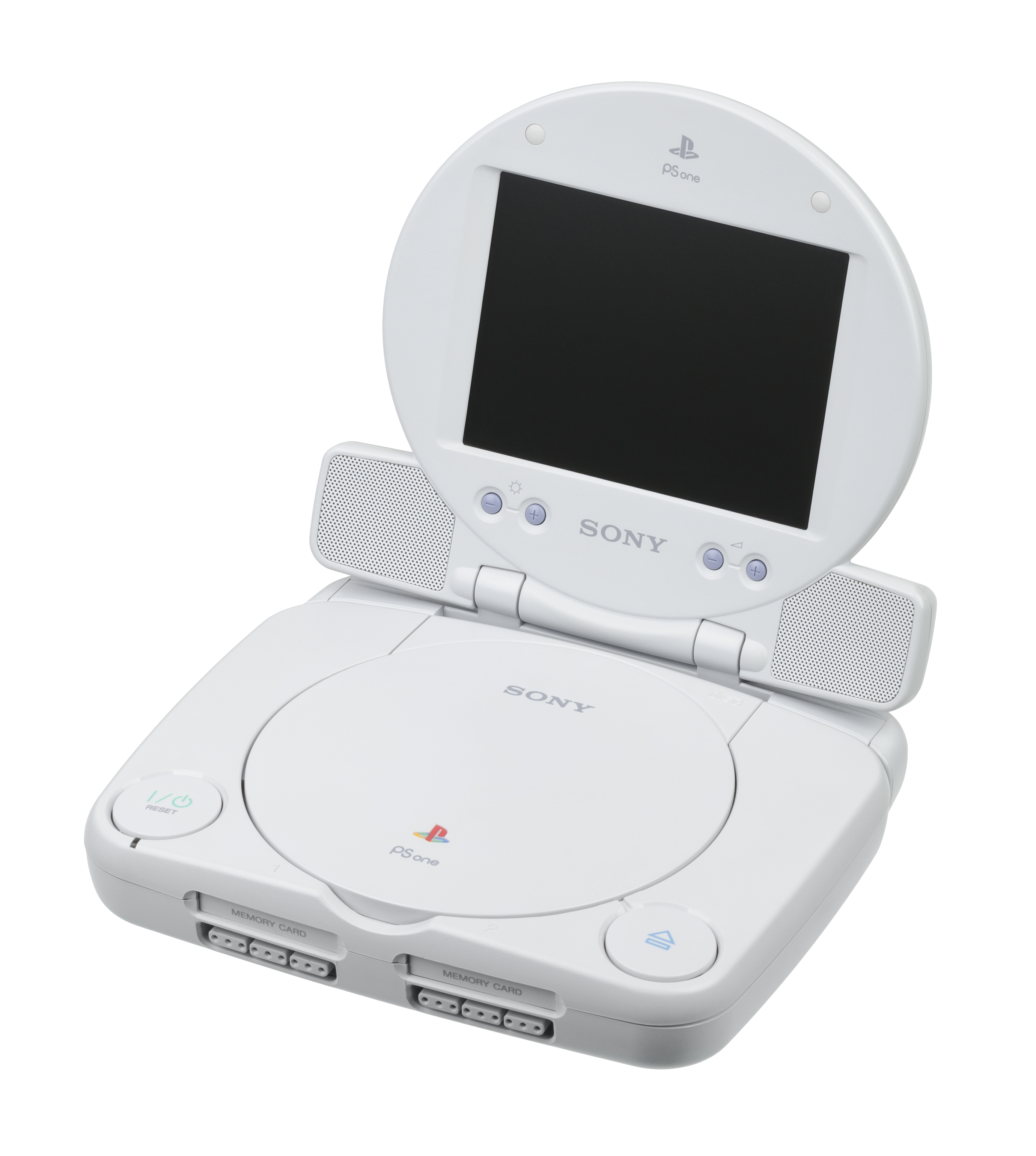
PSone mit angeschlossenem Flüssigkristallbildschirm
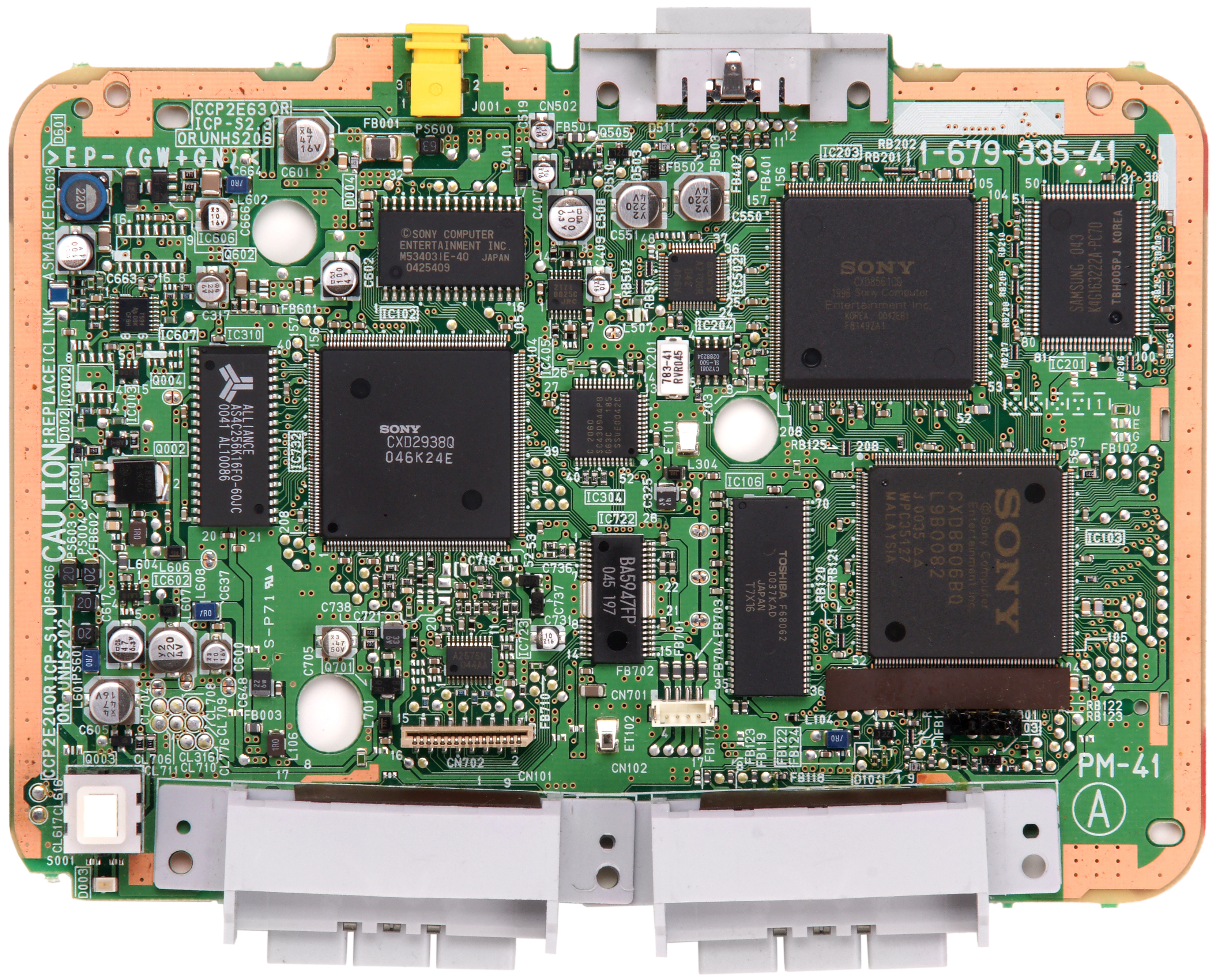
Hauptplatine der PSone

## Versionsgeschichte der Konsole
Die Platine der PlayStation wurde durch den technischen Fortschritt erheblich verkleinert und mehrere Chips in einem Gehäuse vereint. Außerdem wurden vielerlei Anschlüsse wegrationalisiert, die Cinch-Anschlüsse ab der 5502er-Reihe, der Parallelport ab der 9002er-Baureihe und die Verbindungs-Option (serielle Verbindung) ab der Baureihe SCPH 102 (PSone).
- PlayStation (Markteinführung in Japan am 3. Dezember 1994, USA und Europa 1995)
- PSone (Markteinführung: 2000, neues Design, entspricht technisch der ursprünglichen PlayStation)
- Die Bezeichnung PlayStation wurde von Sony auch für alle späteren eigenen Konsolen benutzt, also die PlayStation 2 (PS2), die PlayStation Portable (PSP), die PlayStation 3 (PS3), die PlayStation Vita (PSV), die PlayStation 4 (PS4), die PlayStation 4 Pro (PS4 Pro), die PlayStation 5 (PS5) und die PlayStation 5 Pro (PS5 Pro)

Insgesamt gab es fünf Varianten der PlayStation:
- die normale PlayStation (Modellnummern SCPH-xxxx) im grauen Gehäuse
- die kleine PSone (Modellnummern SCPH-1xx)
- eine sog. Net Yaroze (Modellnummer DTL-H300x) mit schwarzem Gehäuse
- die sog. Debugging Station (DTL-H100x bzw. DTL-H110x oder auch DTL-H1200) im blauen oder grünen Gehäuse
- eine weiße Ausführung (Modellnummer SCPH-5903) mit Abspielfähigkeit für Video-CDs

### Normale Ausführung (graues Gehäuse)
Die erste in Europa erschienene Version war SCPH-1002 in einem hellgrauen Gehäuse. Späteren Modellen mit dieser Gehäusebauform fehlen aus Kostengründen die Cinch-Anschlüsse, so dass der Ton nicht mehr separat abgegriffen werden konnte, sondern nur noch durch den A/V-Multi-Ausgang ausgegeben wurde. Beim Modell SCPH-9002 fehlt zudem die parallele Schnittstelle (Expansionport), sodass die Verwendung von Cheatmodulen unmöglich wurde. Gerüchte besagen, dass der Parallelport auch deswegen entfernt wurde, weil diverse Cheatmodule den sogenannten „Swap-Trick“ (Wechseltrick) erleichtern, der das Starten von kopierten CD-R-Spielen ohne Modchip erlaubt. Ab dem Modell SCPH-7502 wurde eine neue dunkelblaue Benutzeroberfläche für den Memory-Card-Manager und den CD-Spieler eingeführt, bei dem allerdings wiederum die Audio-Wiedergabeeffekte der Vorgänger entfernt wurden. Zusätzlich konnten ab diesem Modell Visualisierungen während der Musikwiedergabe angewählt werden.
Eine Eigenheit der SCPH-1002 war ein Konstruktionsfehler des Netzteils, welcher mit zunehmendem Alter der Konsole zu Überhitzung und damit zu Lesefehlern führte. Umgehen lässt sich der Fehler, indem man die Konsole kopfüber oder seitlich aufstellt.

### PSone
Diese letzte PlayStation wurde kurz vor dem Erscheinen der PS2 herausgebracht und unterscheidet sich von den restlichen Modellen durch ihre wesentlich kleineren Maße, eine abgerundete Gehäuseform und das externe Netzteil. Allerdings wurde hier auch der serielle Port zur Kostenersparnis entfernt, so dass die Fähigkeit zum Linkmodus entfiel. Durch das ausgelagerte Netzteil war es nun auch möglich, eine PSone im Auto einzubauen.

### Net Yaroze

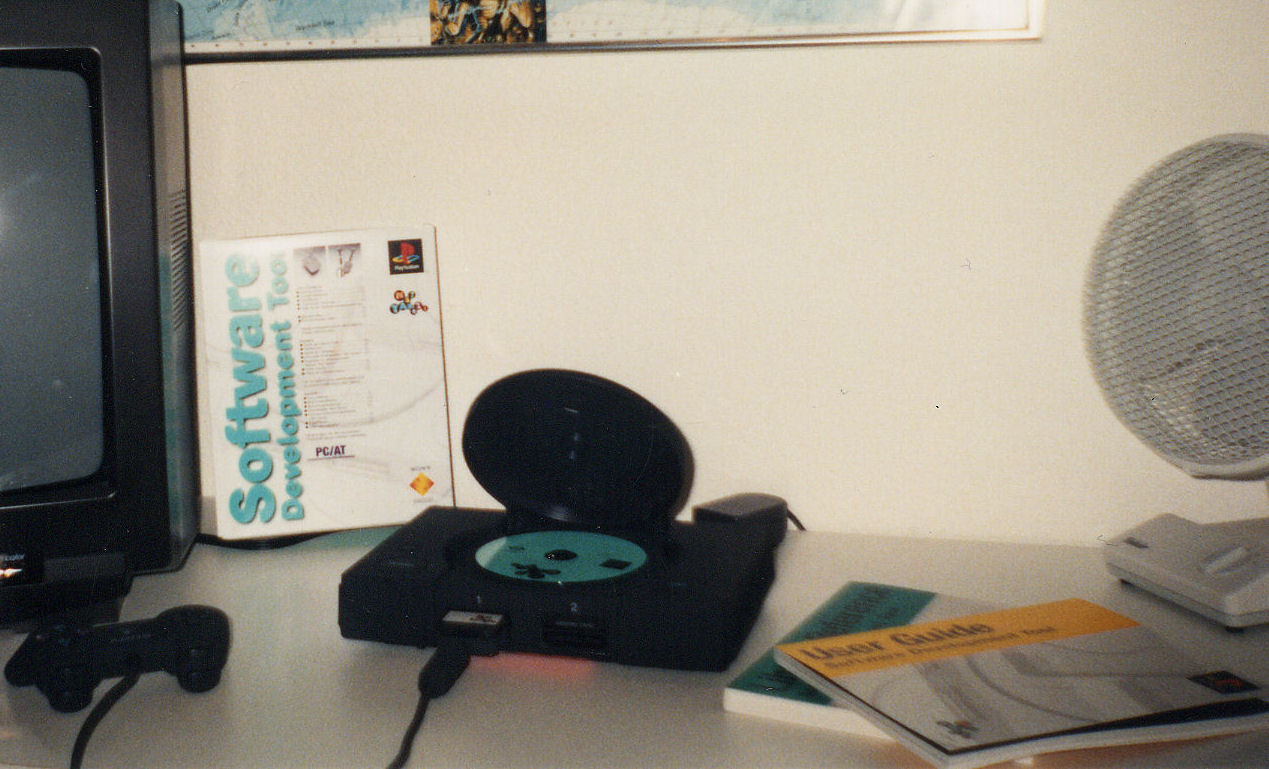
Sony Net Yaroze mit SDK

Die so genannte Net Yaroze (Modellnummer DTL-H300x) war in einem schwarzen Gehäuse untergebracht. Mit dieser war es möglich, eigene Spiele zu programmieren, wofür zusätzlich noch ein PC mit Internetanschluss sowie Kenntnisse in der Programmiersprache C erforderlich waren. Aufgrund des hohen Preises von 750 US$ und der Tatsache, dass damals noch sehr wenige Haushalte über einen Internetanschluss verfügten, konnte sich diese Version der PlayStation nicht durchsetzen. Auch war das Programmieren auf der „Net Yaroze“ recht schwierig, selbst wenn man schon vorher Programmierkenntnisse besaß, und die Spiele hatten aufgrund der eingeschränkten Entwicklertools (im Gegensatz zu den offiziellen, sehr viel teureren Entwicklertools) selten 3D-Grafik. Lange Zeit fand man auf Demo-CDs vom offiziellen PlayStation-Magazin hin und wieder einige Spiele, welche mit einer Net Yaroze programmiert wurden.
Hardwareseitig war die Net Yaroze im Gegensatz zur PlayStation in der Lage, Spiele in allen Bildformaten abzuspielen. Bei Auslieferung bestand der einzige weitere Unterschied in den beigelegten Net-Yaroze-Tools (Boot-CD, Compiler, Accesscard). CD-R-Kopien konnte die Net Yaroze allerdings im Gegensatz zur Debugging Station nicht abspielen. Viele Programmierer aus der Demo/Homebrew-Szene benutzen auch illegal kopierte Net-Yaroze-Compiler und gecrackte Net-Yaroze-Boot-CDs in Verbindung mit normalen PlayStations, welche mit einem Modchip ausgerüstet waren, da ihnen die Net Yaroze zu teuer war.

### Debugging Station
Die so genannte Debugging Station (DTL-H100x bzw. DTL-H110x oder auch DTL-H1200) verfügte über ein blaues oder grünes Gehäuse und konnte Spiele in sämtlichen Bildformaten abspielen und auch gebrannte Kopien auf CD-R (ohne Modchip oder Modifikationen, direkt vom Werk aus). Das war wichtig, da Beta-Versionen auf CD-Rs getestet wurden. Allerdings war sie nie für den Endverbraucher erhältlich, sondern wurde nur an lizenzierte Entwickler und Redaktionen von Videospielmagazinen vergeben. Aus diesem Grund ist sie eine begehrte Rarität.

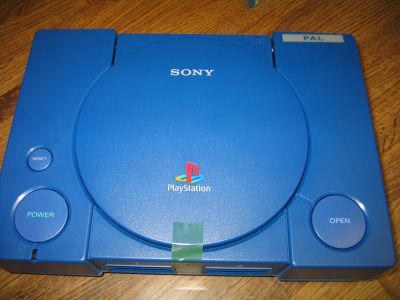
Neue Debugging Station (DTL-H1102)
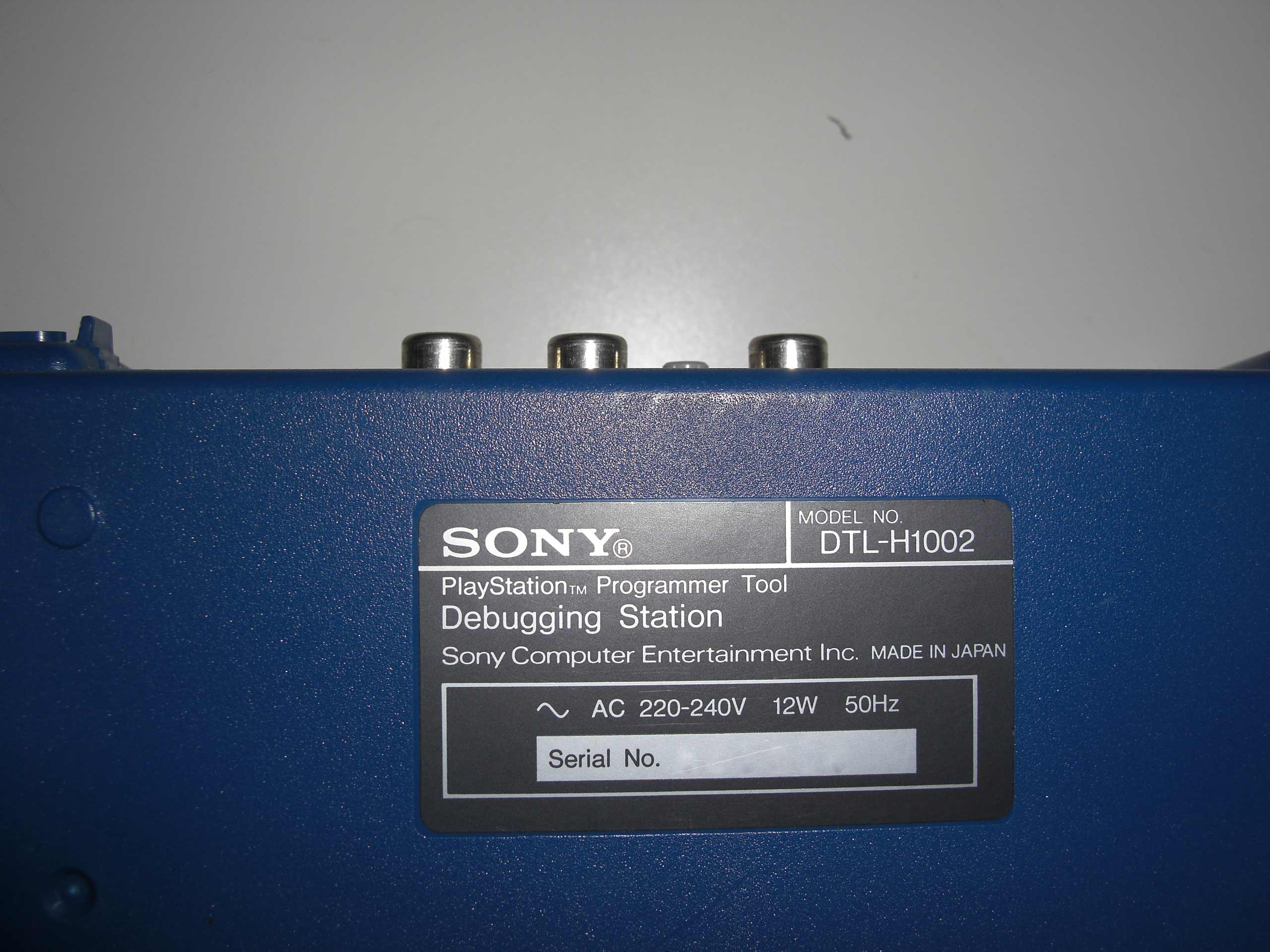
Modelplakette der (DTL-H1002)

### Weiße PlayStation
Die weiße PlayStation (Modellnummer SCPH-5903) konnte Video-CDs ohne zusätzliche Erweiterungskarte abspielen, erschien allerdings nur in Asien und ist aufgrund der niedrigen Auflage von 10.000 Stück ein begehrtes Sammlerobjekt.

## Spiele
Für die PlayStation erschienen im Laufe der Jahre über 4.000 Spiele, darunter einige, die ganz neue Genres begründeten. Zum Verkaufsstart der PlayStation wurde 1994 das Rennspiel Ridge Racer von Namco veröffentlicht, welches als das allererste PlayStation-Spiel überhaupt gilt. Obwohl es nur eine einzige Strecke gab (die man jedoch in unterschiedlichen Längen und auch spiegelverkehrt befahren konnte), wurde es zu einem Hit und sorgte für hohe Verkaufszahlen an Spielen wie Konsolen. Zu den wichtigsten Veröffentlichungen im Jahre 1995 zählen das Action-Rennspiel Destruction Derby, welches mit einem für damalige Verhältnisse ausgeklügelten Schadensmodell der Fahrzeuge beeindruckte, das auf Multiplayer ausgelegte Strategiespiel Worms, sowie das futuristische Gleiterrennen Wipeout. Auch der erste Teil der bis heute erfolgreichen Tekken-Serie sowie die in jedem Folgejahr erneuerten Sportspiele der FIFA-Soccer- und NBA-Live-Serien von Electronic Arts erscheinen in jenem Jahr erstmals.
Die wohl nachhaltigste Veröffentlichung des Jahres 1996 ist Resident Evil von Capcom, welches sich weltweit millionenfach verkaufte und mehrere Fortsetzungen nach sich zog. Ebenfalls ein Millionen-Seller ist das Action-Adventure Tomb Raider, dessen Heldin Lara Croft zu einer der bekanntesten Figuren der Popkultur wurde. Weitere Hits des Jahres sind das Jump ’n’ Run Pandemonium, die Filmumsetzung Die Hard Trilogy, das Formel-1-Rennspiel Formel 1, welches mit einem realistischen Kommentar aufwartet, sowie die vor allem technisch weiterentwickelten Fortsetzungen Tekken 2 und Wipeout 2097.
Der größte Hit des Jahres 1997 ist Final Fantasy VII, ein Rollenspiel-Epos, das neue Maßstäbe auch hinsichtlich der Präsentation setzt. Daneben loben Kritik und Fans das Rennspiel Porsche Challenge, das Beat’em Up Soul Blade und das innovative Jump’n’Run Oddworld: Abe’s Oddysee. Auch der erste Teil der Grand-Theft-Auto-Serie erscheint. Die Rennsimulation Gran Turismo wird 1998 zum Millionenhit, daneben erscheinen die überaus erfolgreichen Fortsetzungen Resident Evil 2, Tekken 3, Need for Speed III: Hot Pursuit und das Stealth-Spiel Metal Gear Solid.
1999 werden mit Silent Hill und Tony Hawk’s Skateboarding gleich zwei genreprägende Spiele herausgebracht. Dino Crisis verlegt das erfolgreiche Resident-Evil-Konzept in ein Dinosaurier-Szenario und das Rennspiel Driver bietet bis dato nicht gekannte Bewegungsfreiheit in virtuellen Städten. Auch Gran Turismo 2 und Final Fantasy VIII, das Agentenspiel Syphon Filter, der von Steven Spielbergs Filmfirma Dreamworks koproduzierte Ego-Shooter Medal of Honor und die actionlastige Flugsimulation Ace Combat 3 sorgen für immer noch anhaltend hohe Verkäufe an Software und Hardware.
2000, dem Erscheinungsjahr der PlayStation 2, erscheint das Action-Adventure Fear Effect und die sich immer noch sehr gut verkaufenden Fortsetzungen Dino Crisis 2, Final Fantasy IX und Medal of Honor: Underground. Im Jahr 2001 werden mit Fear Effect 2 und C-12: Final Resistance die letzten großen, aufwendig produzierten Spiele herausgebracht. Danach konzentrieren sich die meisten großen Spieleverleger ausschließlich auf die neue PlayStation 2. Von den Spielern fast unbemerkt verläuft das Erscheinen von zwei Retro-Spielehits im Jahr 2003: das Beat’em Up International Karate Plus und das als James-Bond-Parodie angelegte Jump ’n’ Run James Pond 2 erschienen viele Jahre zuvor für C64 und Amiga.

## Emulation
Erste funktionierende Emulationsversuche von PlayStation-Spielen auf dem PC gab es Ende der 1990er Jahre. Das Programm Bleem! war hier wegweisend; dank der Programmierung in Assembler lief es auch auf weniger starken Rechnern erstaunlich flüssig. Bleem wurde ab 1999 kommerziell vertrieben. Sony reichte Klage gegen die Macher von Bleem ein, verlor aber in allen Punkten. Letztendlich bedeutete der Rechtsstreit jedoch trotzdem das Aus für den Emulator, da die Gerichtskosten für das Zwei-Mann-Unternehmen nicht zu tragen waren.
Es gab drei spezielle Dreamcast-Versionen des Emulators, genannt Bleemcast. Dabei war jedoch jedes der drei Bleemcasts nur mit einem bestimmten Spiel kompatibel; die unterstützten Spiele waren Metal Gear Solid, Tekken 3 sowie Gran Turismo. Auch die grafische Qualität dieser Titel wurde durch Bleemcast deutlich verbessert, was sich durch eine höhere Auflösung und Mip Mapping auf den Texturen bemerkbar machte. Heute kann die PlayStation nahezu perfekt auf dem PC emuliert werden. Der populärste und leistungsfähigste Emulator ist ePSXe. Ein weiterer populärer Emulator ist PCSX, der nicht ganz so kompatibel wie ePSXe ist.
Auch auf der PlayStation selbst lassen sich verschiedene Emulatoren einiger älterer Systeme abspielen; besonders hervorzuheben ist hierbei die sehr akkurate Emulation des NES durch It Might Be NES. Auch ein Adapter zum Abspielen von Nintendo-Game-Boy-Spielen ist erschienen; in dem Adapter wird nicht die Game-Boy-Hardware verwendet, sondern seine Funktionen werden emuliert. Die Emulation funktioniert allerdings nicht perfekt.